# Comitat (Croatie)
Pour les articles homonymes, voir Comitat.

Les vingt comitats de Croatie et Zagreb

Le comitat (en croate, županija, pluriel županije), parfois appelé « joupanie » en français, est la plus grande des divisions administratives de la Croatie. Il est dirigé par un župan dont le rôle est proche du préfet. Son assemblée est élue pour quatre ans. Vingt comitats sont délimités en Croatie, plus la ville de Zagreb (Grad Zagreb) qui exerce les compétences d'un comitat en plus de celles d'une ville. Les comitats correspondent au niveau NUTS 3 de l'Union européenne.
Chaque comitat est lui-même divisé en villes et municipalités.

## Historique

### Moyen-Âge
Sous la maison de Trpimirović, la Croatie médiévale fut territorialement organisée en zones nommées župa. Chaque župa était gouvernée soit par le roi lui-même ou par son représentant territorial. Le titre donné à chaque représentant était župan. Progressivement le terme župa fut remplacé par županija, signifiant « le territoire gouverné par un župan ». À partir du XIIe siècle, les comitats commencèrent à être nommés par le terme latin comitatus.
Le nombre de comitats, ainsi que leur superficie et autorité ont grandement variés, réflétant le degré de pouvoir des rois et de la noblesse, les changements territoriaux causés par les guerres croato-ottomanes, et les changements sociétaux et politiques à travers les siècles. Des désaccords subsistent quant à la quantité de comitats que possédaient la Croatie médiévale. La situation se complique par l'existence de terres possédées par des nobles bénéficiant d'un statut spécifique. Les plus vieux comitats connus furent découverts au XIIe et se situent dans la zone entre les rivières Sava et Drave.
Entre le XIIe et le XIVe siècles, la noblesse croate gagna en importance et les comitats définis par le roi furent rétrogradés en une structure formelle, mais les pouvoirs militaire et financier furent exercés par la noblesse et particulièrement le roi. D'autres formes d'administration se chevauchèrent avec l'administration nationale, incluant l'Église catholique romaine et les villes libres royales et les villes de Dalmatie. Du fait de leur complexité, la noblesse n'avait que peu d'intérêt d'assurer la gouvernance des comitats et élira régulièrement des députés pour présider les cours régionales, qui ne disposaient que de peu d'importance puisque les affaires importantes étaient destinées par lettres patentes à être gérées au cas-par-cas. Cela a considérablement affaibli le pouvoir des comitats,.

### Ère des Habsbourg
Au moment de l'élection de 1527 à Cetin et du début de règne de la maison des Habsbourg, seuls trois comitats restèrent en raison des pertes territoriales au profit de l'Empire ottoman. Le déclin progressif des comitats, déjà entamé avant l'ère des Habsbourg, se poursuiva à mesure que la menace ottomane s'accentua. Suivant la défaite ottomane lors de la grande guerre turque et le traité de Karlowitz de 1699, ainsi que la défaite ottomane au cours de la troisième guerre austro-turque de 1716-1718, les territoires organisés en comitats furent élargis en 1745. L'expansion territoriale s'accompagna d'une extension des prérogatives régionales : le chef du comitat fut autorisé à diriger les affaires administratives, judiciaires et militaires au nom du roi. Les mâles d'âge légal résidant dans le comitat et dont la famille est originaire de ce dernier furent éligibles à l'élection du chef du comitat. Ses responsabilités étaient exécutés par deux députés de la justice et de l'administration respectivement, et d'autres catégories professionnelles telles que des écrivains, des physiciens, des ingénieurs, des percepteurs d'impôts... Cette expansion marqua la création des comitats de Virovitica, Požega et Syrmie. En 1778, le comitat de Severin fut créé au sud de Zagreb, s'étendant vers la mer Adriatique. Il fut aboli en 1786, et ses zones côtières situées de Fiume jusqu'à Senj furent intégrés au littoral hongrois, et le reste fut annexé au comitat de Zagreb.
Dans les années 1850, durant la période absolutiste de Bach qui suit la révolution de 1848 dans l'empire d'Autriche, les comitats de Križevci et de Syrmie sont abolis et leurs territoires sont intégrés aux comitats voisins et à la Voïvodine serbe respectivement. Au même moment, le comitat de Rijeka est créé dans les territoires précédemment parties du littoral hongrois – portant le nombre total de comitats à cinq. Tous ces changements sont annulés par le compromis croato-hongrois en 1868. Cependant, le littoral hongrois est aboli et le corpus separatum est séparé de Fiume et ses environs contrôlés par la Hongrie, le reste du comitat de Rijeka sera intégré au royaume de Croatie-Slavonie.
En 1871, le generalat de Varaždin de la Krajina croate fut aboli par les autorités centrales de la nouvelle Autriche-Hongrie, la majorité du comitat de Bjelovar recouvrant le territoire sous contrôle militaire entre les royaumes de Croatie et de Slavonie, et les villes de Bjelovar et de Ivanić-Grad. Une petite partie du generalat de Varaždin fut intégrée au comitat de Požega. La partie militaire de Sisak fut transférée à la partie civile et intégrée au comitat de Zagreb.

### Abolition des confins militaires
En 1873, les parties restantes des confins militaires croates et slavoniens furent démilitarisées et transférées à l'autorité civile. Le ban Ivan  Mažuranić délimita les territoires nouvellement acquis en créant six districts. Pour chaque régiment des confins militaires slavoniens, une zone de responsabilité correspondait à un district. Deux zones de responsabilité régimentaires furent combinées pour former un nouveau district. Les territoires des huit comitats existants furent réorganisés en 1875. Les districts furent abolis comme subdivisions et chaque pays fut divisé entre deux à quatre sous-pays (podžupanija).
En 1886 fut adopté une nouvelle législation sur le territoire des comitats. Les comitats de Rijeka, de Bjelovar et de Križevci furent abolis, et ceux de Lika-Krbava, de Bjelovar-Križevci et de Modruš-Rijeka furent créés. Les sous-pays furent abolis, les subdivisions des comitats furent divisés en districts et les municipalités administratives furent instaurées. Cette organisation resta en vigueur jusqu'à l'abolition des comitats croates en 1922,.

### Période moderne
La division traditionnelle de la Croatie en districts fut abolie en 1922, remplacés par les oblasts du royaume des Serbes, Croates et Slovènes puis par les banovinas de la Yougoslavie. Les comitats furent réinstaurés à l'indépendance de la Croatie en 1992.

## Organisation
Chaque comitat (région) a une assemblée (županijska skupština) composée de représentants élus localement pour quatre ans.
L'assemblée régionale vote pour la direction exécutive (županijsko poglavarstvo), composée, selon les comitats, d'un nombre impair de 7 à 13 membres, un župan ou préfet, président de l'exécutif du comitat (predsjednik županijske skupštine) et six à douze dožupan.
Cette assemblée dispose de compétences larges, plus ou moins comparables à celles que peuvent avoir les régions et départements français (enseignement secondaire, santé publique, urbanisme et aménagement du territoire, économie, transports et infrastructure, aide sociale et vie culturelle).

## Liste des comitats de Croatie
| ISO 3166-2:HR | Nom                              | Chef-lieu      | Région(s) géographique(s)                   | Superficie en km2 | Population (2011) | Densité  |
| ------------- | -------------------------------- | -------------- | ------------------------------------------- | ----------------- | ----------------- | -------- |
| 1             | Comitat de Zagreb                | Zagreb         | Croatie centrale                            | 3078              | 317 606           | 103,79   |
| 2             | Comitat de Krapina-Zagorje       | Krapina        | Hrvatsko Zagorje                            | 1230              | 132 892           | 108,13   |
| 3             | Comitat de Sisak-Moslavina       | Sisak          | Croatie centrale/Slavonie/Moslavina/Banija  | 4448              | 172 439           | 38,59    |
| 4             | Comitat de Karlovac              | Karlovac       | Croatie centrale/Gorski Kotar/Lika          | 3622              | 128 899           | 35,55    |
| 5             | Comitat de Varaždin              | Varaždin       | Croatie centrale                            | 1260              | 175 951           | 139,42   |
| 6             | Comitat de Koprivnica-Križevci   | Koprivnica     | Croatie centrale                            | 1734              | 115 584           | 66,12    |
| 7             | Comitat de Bjelovar-Bilogora     | Bjelovar       | Croatie centrale/Moslavina/Bilogora         | 2638              | 119 764           | 45,37    |
| 8             | Comitat de Primorje-Gorski Kotar | Rijeka         | Istrie/Gorski Kotar                         | 3590              | 296 195           | 82,55    |
| 9             | Comitat de Lika-Senj             | Gospić         | Lika                                        | 5350              | 50 927            | 9,51     |
| 10            | Comitat de Virovitica-Podravina  | Virovitica     | Slavonie                                    | 2021              | 84 836            | 41,92    |
| 11            | Comitat de Požega-Slavonie       | Požega         | Slavonie                                    | 1821              | 78 034            | 42,81    |
| 12            | Comitat de Brod-Posavina         | Slavonski Brod | Slavonie                                    | 2027              | 158 575           | 78,12    |
| 13            | Comitat de Zadar                 | Zadar          | Dalmatie/Lika                               | 3643              | 170 017           | 46,63    |
| 14            | Comitat d'Osijek-Baranja         | Osijek         | Slavonie/Baranja                            | 4149              | 305 032           | 73,41    |
| 15            | Comitat de Šibenik-Knin          | Šibenik        | Dalmatie/Dalmatinska Zagora/Kninska Krajina | 2994              | 109 375           | 36,65    |
| 16            | Comitat de Vukovar-Syrmie        | Vukovar        | Slavonie/Syrmie                             | 2448              | 179 521           | 73,15    |
| 17            | Comitat de Split-Dalmatie        | Split          | Dalmatie/Dalmatinska Zagora                 | 4524              | 454 798           | 100,18   |
| 18            | Comitat d'Istrie                 | Pazin          | Istrie                                      | 2813              | 208 055           | 73,96    |
| 19            | Comitat de Dubrovnik-Neretva     | Dubrovnik      | Dalmatie                                    | 1782              | 122 568           | 68,82    |
| 20            | Comitat de Međimurje             | Čakovec        | Croatie centrale                            | 730               | 113 804           | 156,11   |
| 21            | Ville de Zagreb                  | Zagreb         | Croatie centrale                            | 640               | 790 017           | 1 232,48 |

### Articles liés
- Liste des gouverneurs actuels des comitats croates
- Comitat (Hongrie)
- Župa